# Comelenguas
El comelenguas o sacalenguas es un ser críptido volador en grandes proporciones que supuestamente habita o habitó en el sur de Honduras. Es uno de los tantos seres misteriosos de las leyendas hondureñas.

## Mito
En los años 50, de forma inexplicable los animales de las haciendas empezaban aparecer varios de los animales muertos producto de un depredador pero con la característica distintiva de tener la lengua «cortada de raíz» y algunas veces con las mandíbulas dislocadas. Tras estos sucesos los lugareños avistaron una especie de "pájaro" de enorme tamaño volar por el sur de Honduras, el cual atacaba principalmente a animales y los dejaba sin lengua.

## Descripción
El comelenguas fue descrito por los campesinos cuyos testimonios dicen haberlo visto devorando el ganado, como un ave gigante con grandes alas, pico largo, y una larga y poderosa cola. Aunque a primeras parece que se estuviera hablando de un Pterodáctilo, esto se descarta en variaciones de la leyenda del comelenguas en las que se dice que su cola tiene forma de serpiente lo cual también podría tratarse de largas plumas. Y con una lengua de unos cuantos metros

## Avistamientos
Los reportes de esta criatura se dieron durante los años 50, en la zona sur de Honduras, concretamente en Nacaome, los campesinos relatan como vieron una bestia voladora asesinaba a las vacas y demás animales, y además les arrancaba la lengua de raíz. Se dice que un grupo de campesinos logró avistarle luchando contra otra criatura, y, efectivamente, vieron como esta ave logró meter su pico en la boca del animal para arrancarle la lengua.
Múltiples cadáveres sin lengua seguían siendo encontrados durante esta década por el departamento de Valle y además se contaba que durante las noches se podía ver al animal sobrevolando la zona. Varios de estos relatos se recopilaron en el libro Por cuentas, aquí en Nacaome: literatura oral de la zona sur publicado en 1996, por Karen Dariela Ramos y Melissa Isabel Valenzuela.

## Similitudes
Este ser mantiene enorme similitud con otro avistamiento de un ave de gran tamaño y peligrosa en suelo hondureño conocida como Pájaro-León, de la cual también se dice que podría ser un pariente de esta especie. Se relata que esta de igual forma atacaba al ganado de los campesinos. 
También podría estar relacionado con avistamientos del Pájaro del trueno en Estados Unidos en especial con el suceso de Tombstone, Arizona de 1890. Otro caso similar con ganado muerto producto de algún depredador sucedió en Goiás, Brasil, en esta localidad sucedieron eventos extremadamente parecidos, pero en estos casos se relacionó con algún tipo de fenómeno Ovni y con el mítico Chupacabras.

## Explicaciones
Existe la posibilidad que dicha ave fuera confundida con un buitre de enorme tamaño o que padeciera  algún tipo de desorden genético como lo es el gigantismo, como lo son los zopilotes comunes de Mesoamérica. Otra posibilidad es que se trate de un espécimen de gran tamaño de Condor Andino, las cuales son aves que pueden superar los más de 3 metros de envergadura.
Sin embargo se desconoce si hay posibilidad de que esta ave haya estado presente en centroamericana en visto que hasta la fecha nunca se ha reportado avistamientos de esta especie en dicha zona, aunque siendo el lugar más lejano donde se ha encontrado es el Norte de Colombia existe una probabilidad que posiblemente que un muy reducido grupo de esta especie pueda haber sobre volado por suelo centroamericano aunque se estaría hablando de un fenómeno único y para nada común.